# Knight’s Tram
Knight’s Tram (Raumiru) war eine Waldbahn der Tamaki Sawmill Co., Raurimu, die von Len Knight (eigentlich Benjamin Leonard Knight) geführt wurde. Sie zweigt in Raurimu in der Mitte von Neuseelands Nordinsel von der North Island Main Trunk Railway ab. Die Waldbahn hatte eine Spurweite von 3½ Fuß (1067 mm) und war mindestens zehn Jahre von 1912 bis 1922 in Betrieb.

## Lokomotiven
- A. & G. Price, Typ C 0-4-4-0, Baujahr 1912 mit einem Kessel aus zweiter Hand und einer vertikalen Zwillingsdampfmaschine im Führerhaus.[2] used 1912-1922 B.L. Knight, Raurimu[3]

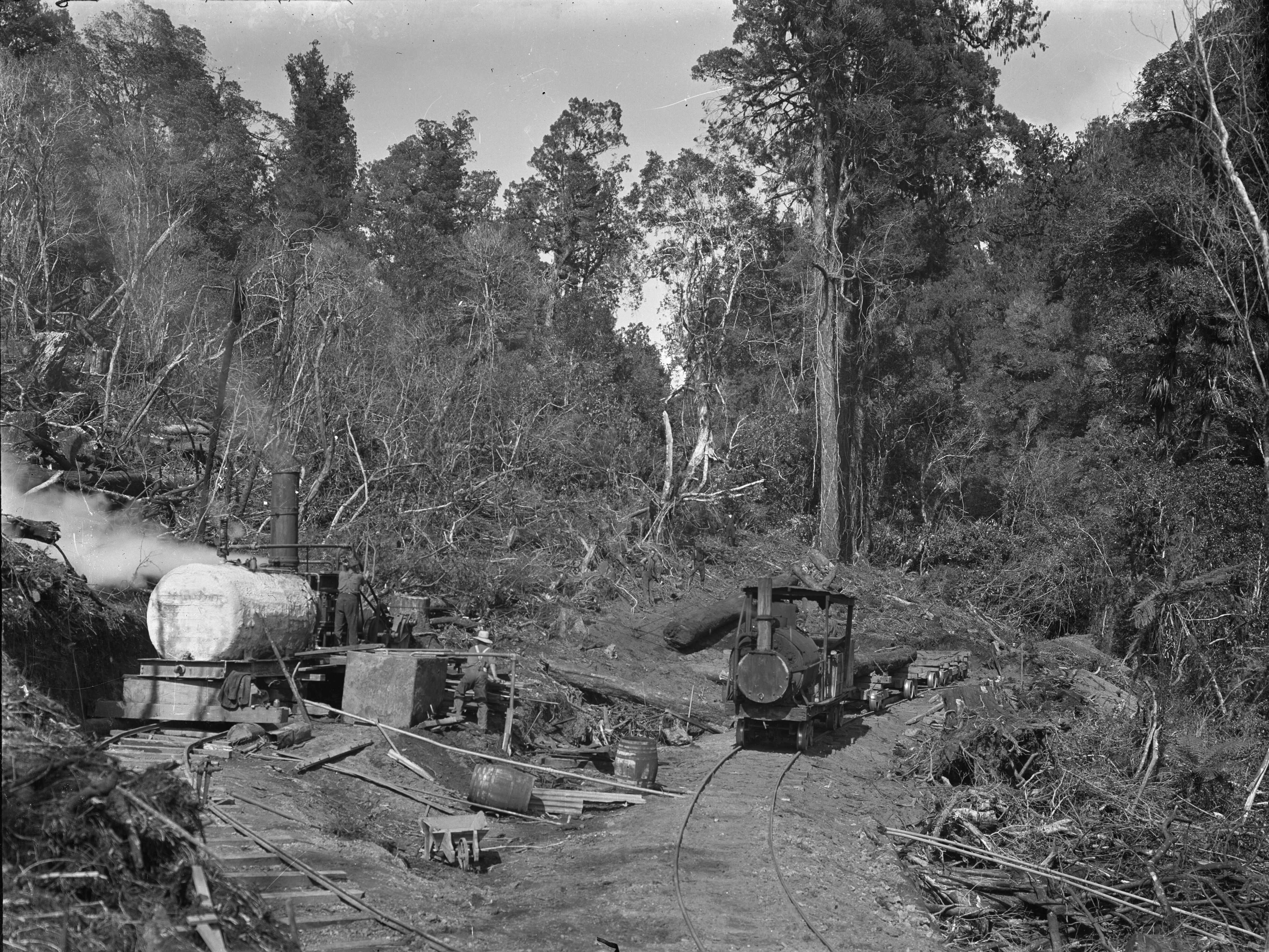
Knight’s Tram und eine Dampfseilwinde auf einer Rodung bei Raumiru
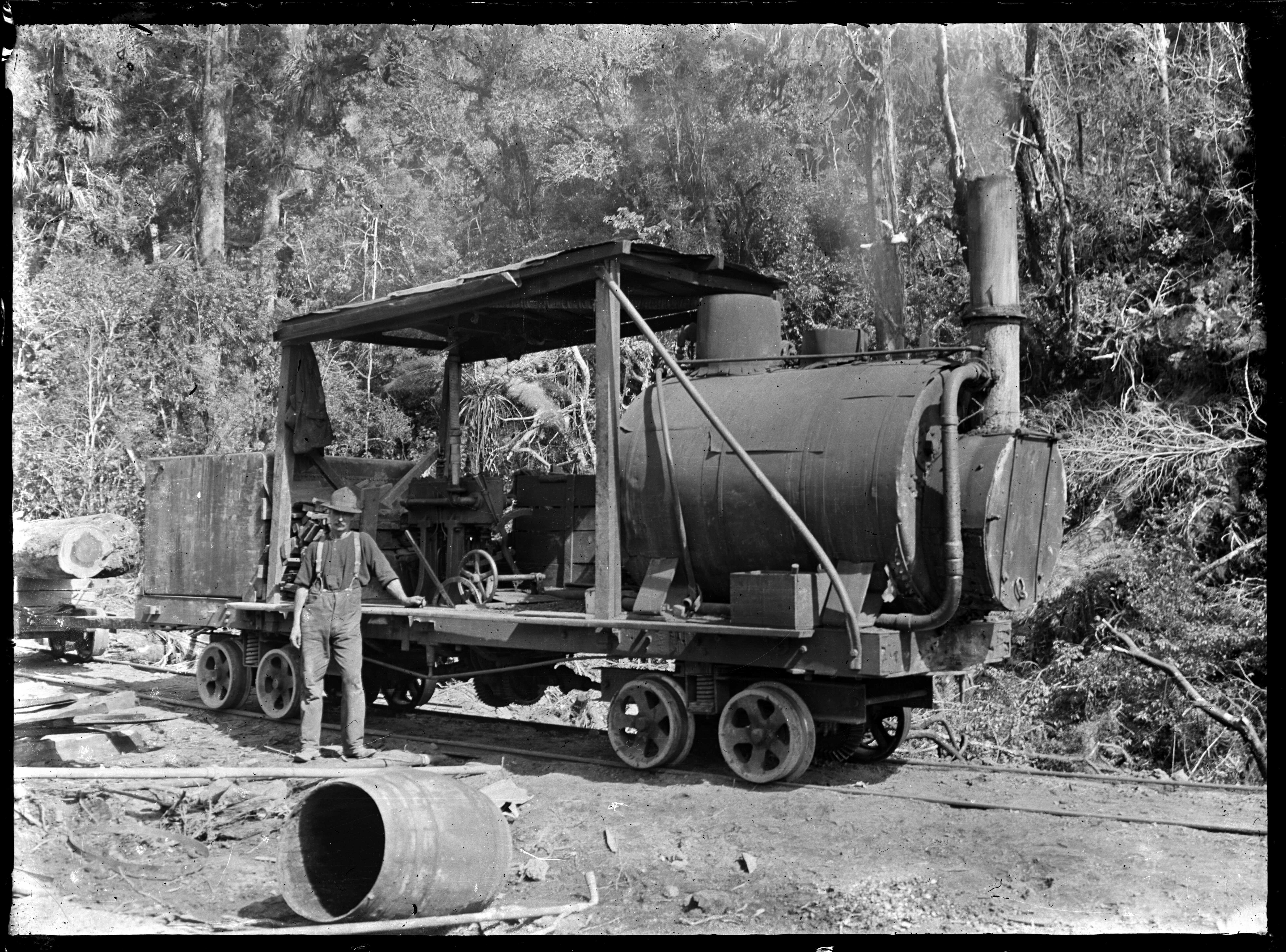
Price Typ "O" Waldbahnlokomotive bei Raurimu um 1917
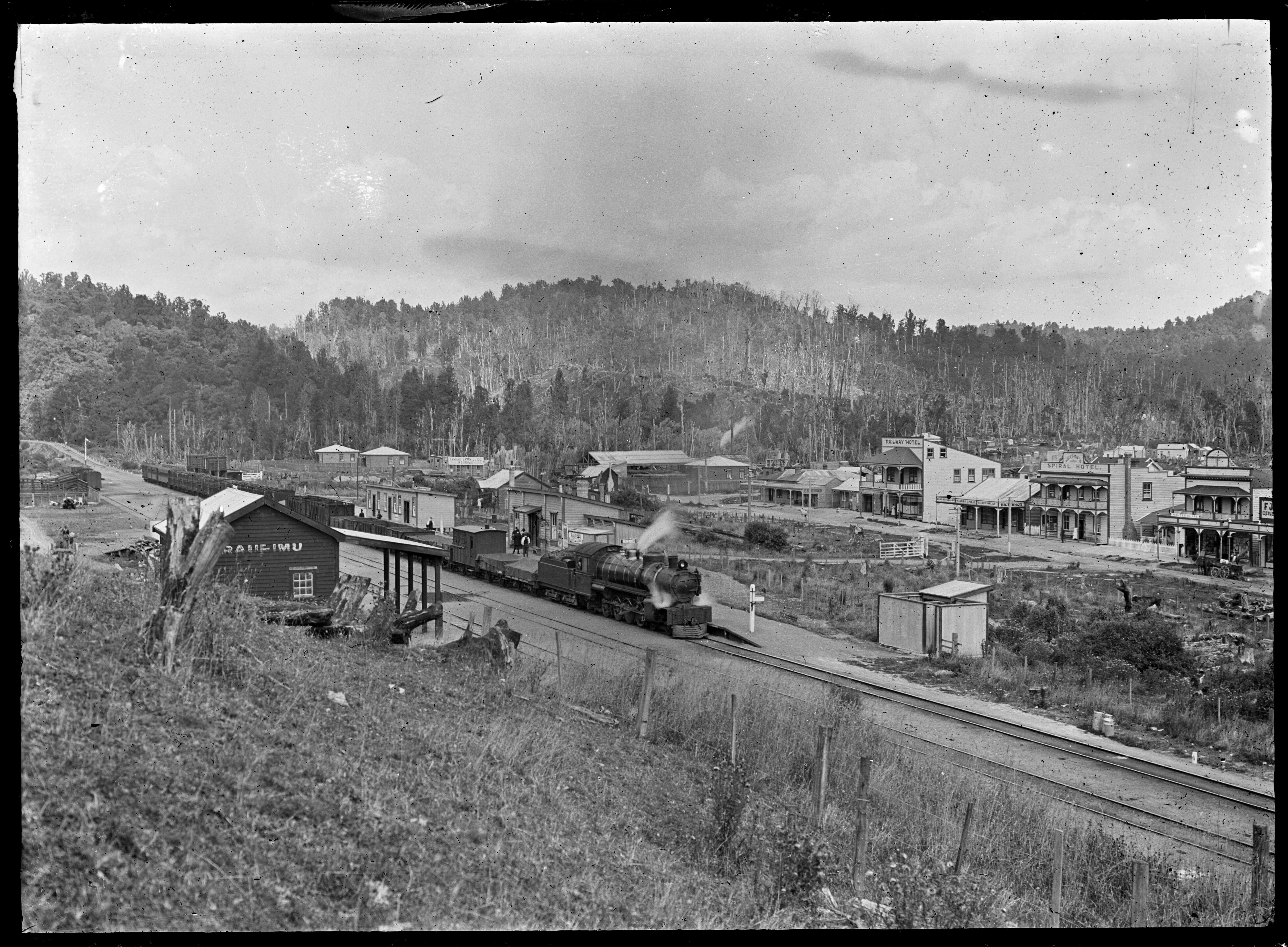
Büro der Tamaki Sawmill Co. beim NZR-Bahnhof Raumiru
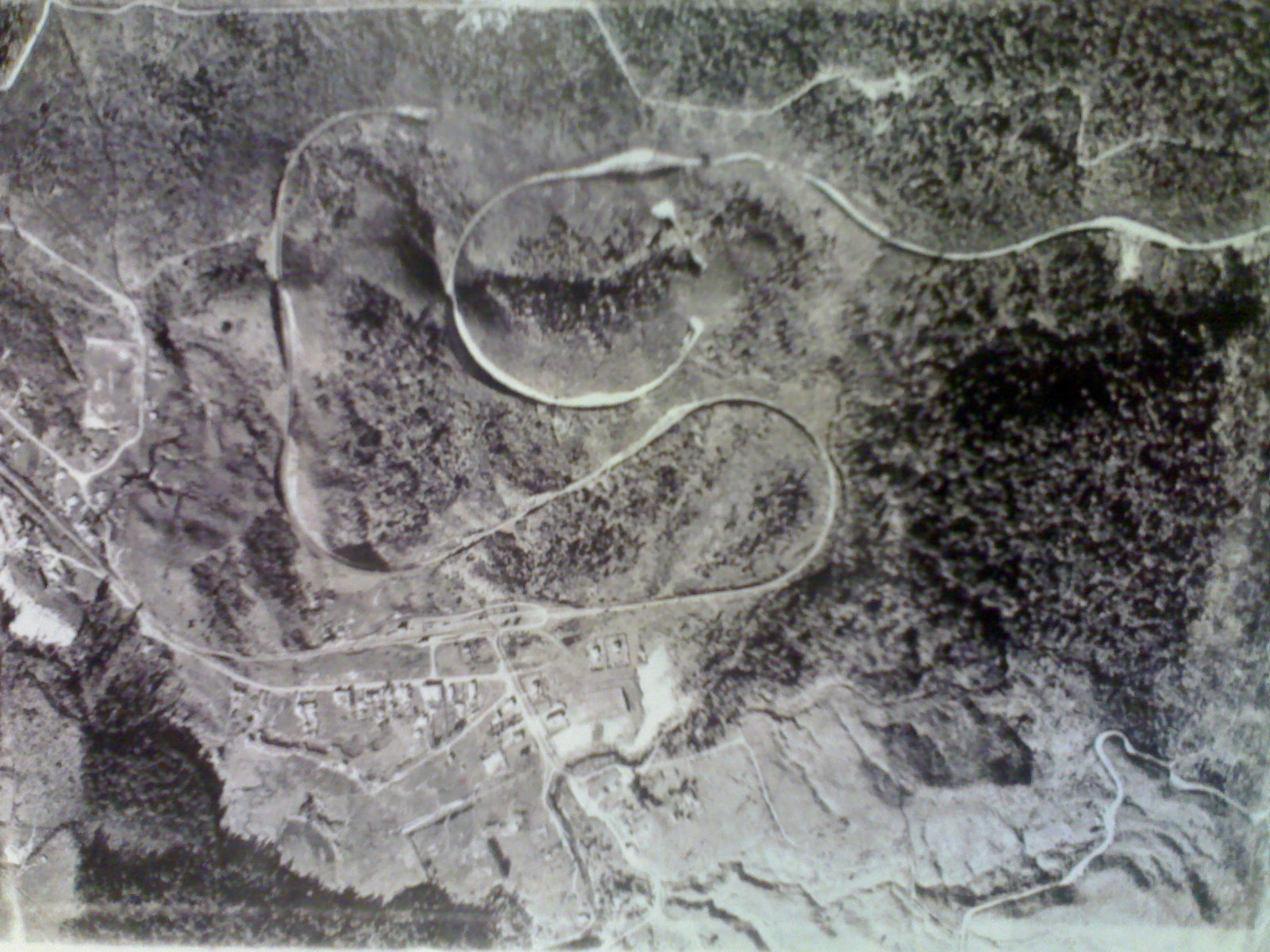
Raurimu-Spirale, 2007 (ohne Überreste der Tramway-Trassen)